# Prosper Péchot

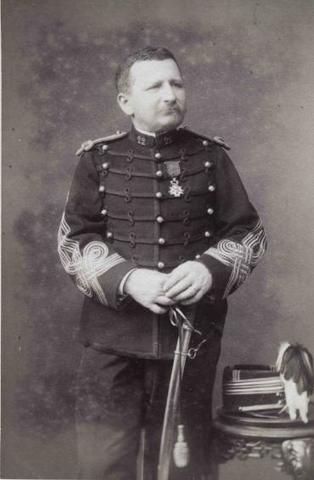
Colonel Prosper Péchot

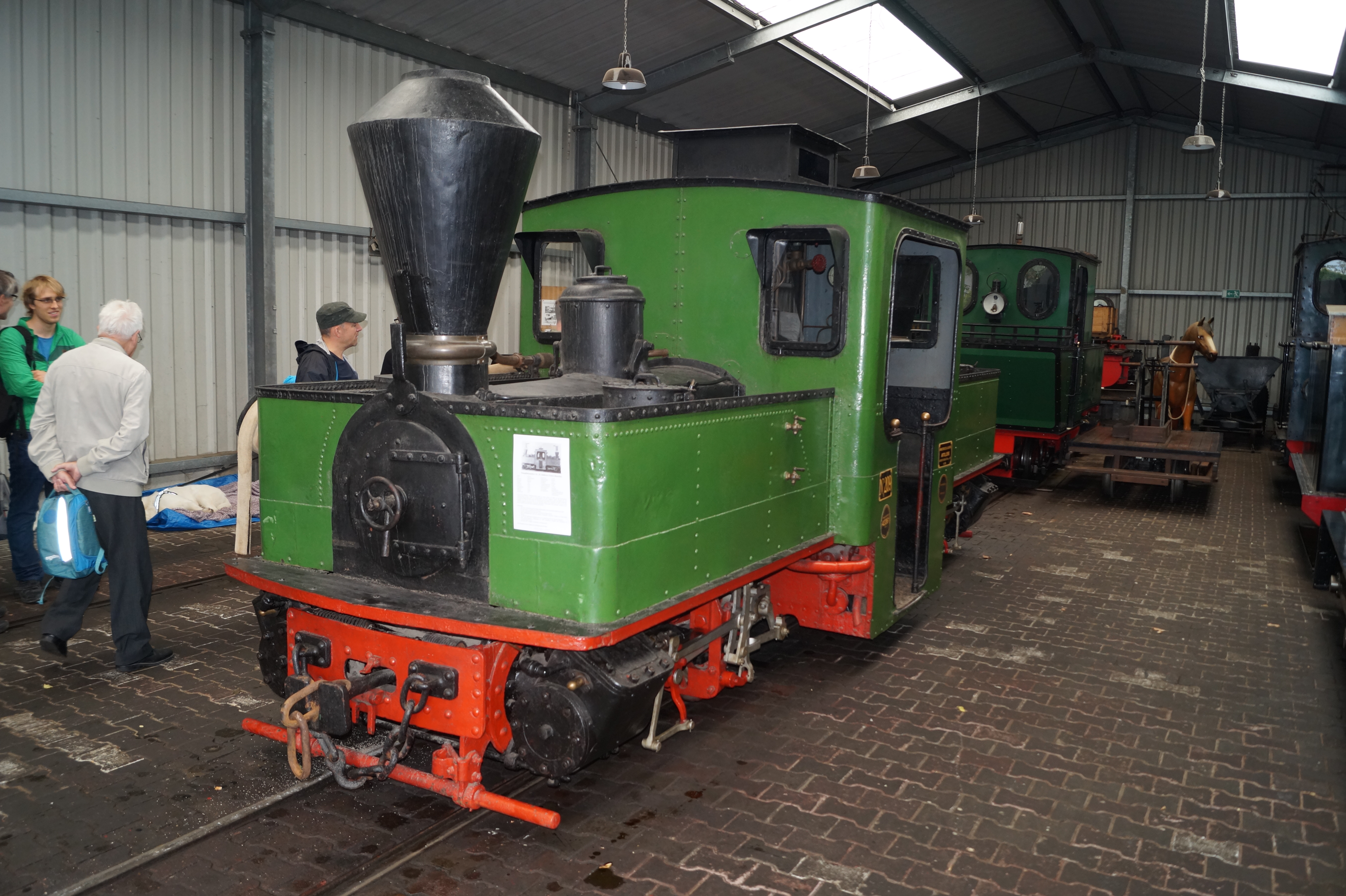
Die von den Baldwin Locomotive Works gebaute Péchot-Bourdon-Lok aus dem Verkehrsmuseum Dresden als Leihgabe im Frankfurter Feldbahnmuseum

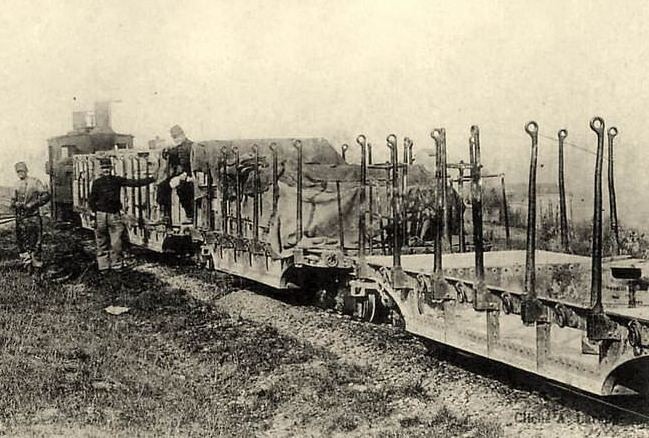
Eine Péchot-Bourdon-Lok zieht drei Péchot-Trucks

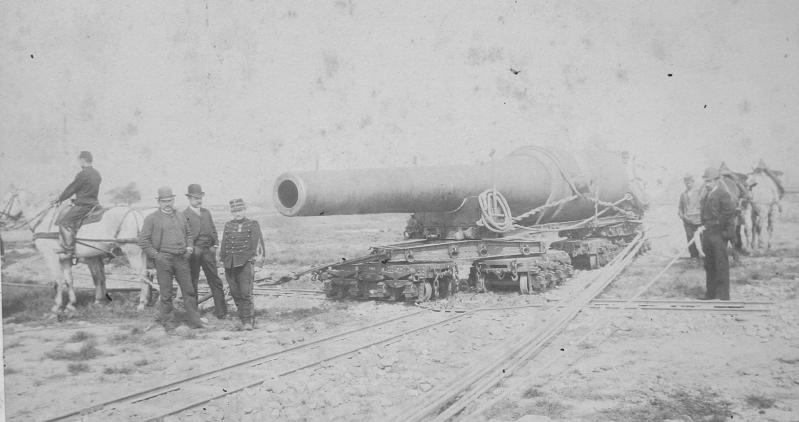
Colonel Péchot transportiert mit 4 Drehgestellwagen mit jeweils 4 Achsen eine schwere Kanone über eine Drehscheibe mit 1,70 m Durchmesser

Prosper Charles Marie Péchot (* 6. Februar 1849 in Rennes; † 29. Mai 1928) war ein französischer Artillerie-Colonel.

## Leben und Wirken
Nach dem Ausbruch des Deutsch-Französischen Krieges von 1870 bis 1871, suchte die französische Armee ein geeignetes Transportmittel für den Transport von Waffen, Munition, Nachschub und Truppen. Dafür wurden verschiedene Lösungsansätze untersucht, darunter Feldbahnen mit 400, 600 oder 1000 mm Spurweite.
Colonel Péchot war in Zusammenarbeit mit Charles Bourdon und Paul Decauville ein Pionier militärischer Feldbahnen mit einer Spurweite von 600 mm. Er entwickelte eine Dampflokomotive mit zwei Schornsteinen aber nur einem in der Mitte der Lok installierten Dampfdom, also eine Weiterentwicklung der auf der Ffestiniog Railway eingesetzten Fairlie-Lokomotiven, die zwei Dampfdome hatten. 
Das Système Péchot wurde 1888 mit tragbaren Gleisjochen, Drehgestell-Wagen mit möglichst vielen Achsen und Péchot-Bourdon-Dampflokomotiven mit 600 mm Spurweite entwickelt, das weltweit bis über das Ende des Ersten Weltkriegs hinaus für militärische Schmalspurbahnen eingesetzt wurde. Es ließ sich schnell verlegen und konnte Waffen mit hohem Gewicht oder Munition und Nachschub in großen Mengen transportieren. Im Frühling 1888 gab es bereits eine Feldbahn-Verbindungstrecke zwischen Toul und Lucey mit 600 mm Spurweite.
1888 führte Colonel Péchot im Beisein des Kriegsministers Charles de Freycinet einen entscheidenden Großversuch durch: Die Herausforderung war, „die Ausrüstung und den Nachschub, den die Belagerungs- und Feldarmeen zum Kämpfen und Leben brauchen, zur gewünschten Zeit an den vorgesehenen Ort außerhalb mit normalspurigen Eisenbahnen erreichbaren Gebiets zu bringen.“ Bei einem Manöver im Mai 1888 demonstrierte die Artillerie, dass sechs 155-mm-Geschütze in weniger als einer Stunde mit der Feldbahn über eine Entfernung von 5 km transportiert, in Batterien aufgebaut und mit Munition versorgt werden konnten. Das Système Péchot bewies damit seine Funktionsfähigkeit.
Das Système Péchot mit einer Spurweite von 600 mm wurde im Sommer 1888 für die Errichtung von Verbindungsstrecken aller Grenzfestungen freigegeben. Die Armee nannte es offiziell Artillerieausrüstung 1888 (Matériel artillerie 1888). Bis Anfang der 1890er Jahre wurde ein fast 700 km gebaut langes Schmalspurnetz verlegt, das von 56 Péchot-Bourdon-Lokomotiven befahren wurde.
Péchots tragbare Gleise waren in unterschiedlich langen Gleisjoche komplett aus Stahl gefertigt. Auch die Schwellen waren aus Stahl und so profiliert, dass sie sich auf dem Boden oder Schotterbett verklammerten. Beim Verlegen der Gleisjoche durfte die offizielle Höchstgrenze von 50 kg, die ein Mann tragen kann, nicht überschritten werden. Ein 5 m langes Gleisjoch, das von vier Männern getragen wurde, wog daher nicht mehr als 170 kg. Die Strecke musste einerseits einfach zu verlegen sein, also aus vorgefertigten Teilen bestehen, um 10 km pro Tag verlegen zu können. Andererseits musste sie eine Achslast von 3,5 Tonnen tragen, das für die Züge und ihre Lokomotiven notwendige Minimum. Ein mit der Decauville-Bahn der Pariser Weltausstellung (1889) transportiertes 48 t schweres Geschütz wurde daher mit 16 Drehgestellen transportiert, um es auf der Weltausstellung Paris 1889 unter dem Eiffelturm auszustellen. Das Système Péchot konnte, mit regulären Zügen auf einer 10 km langen Strecke, große Geschütze transportieren und zwei- bis dreitausend Tonnen Munition und Nachschub pro Tag liefern.
Im Januar 1915 wurde Péchot Direktor einer Militärschule in Jouy-en-Josas südwestlich von Paris, in der Kurse zum Bau und Betrieb von militärischen Feldbahnen mit 600 mm Spurweite gehalten wurden.

## Würdigung
Die Avenue du Colonel Pechot in Toul und die Rue Colonel Péchot in Rennes sind nach dem Oberst benannt.

## Werke
- Prosper Charles Marie Péchot: Étude sur la stabilité des trains et les chemins de fer à voie de 0m,60. Chemins de fer à voie étroite:
- Machine à diviser (‘a device to find the range automatically’, d. h. wohl ein automatischer Koinzidenzentfernungsmesser in Verbindung mit einem konventionellen Entfernungsmesser) Patent-Anmeldung Nr. 777 vom 7. März 1880 bei der Prefecture du Cher.[10]